# 諾維克島
諾維克島是俄羅斯的島嶼，屬於北地群島的一部分，位於十月革命島東北部的拉普捷夫海，由克拉斯諾亞爾斯克邊疆區負責管轄，長0.25公里，島上無人居住。